# My Name
My Name ist eine südkoreanische Dramaserie, die von der Produktionsfirma Studio Santa Claus Entertainment für Netflix umgesetzt wurde. Die acht Folgen zeichnen den Weg einer Frau, die den Mord an ihrem Vater aufzuklären versucht. Vor der Veröffentlichung am 15. Oktober 2021 auf Netflix fand die Premiere der ersten drei Folgen am 7. Oktober 2021 auf dem 26th Busan International Film Festival innerhalb der neu geschaffenen Section On Screen statt.

## Handlung
Als ihr Vater ermordet wird, begibt sich Yoon Ji-woo verzweifelt auf den Pfad der Rache, um denjenigen zur Rechenschaft zu ziehen, der für seinen Tod verantwortlich ist. Um ihren Plan in die Tat umzusetzen, wendet sie sich an Choi Moo-jin, welcher der Boss des Drogenkartells Dongcheonpa ist. Dieser spricht seine Unterstützung aus, und Ji-woo schließt sich dem Kartell an. Daraufhin schleust sich Ji-woo als Maulwurf bei der Polizei ein. Ihre Aufgabe ist es Augen, Ohren und Hände des Kartells zu sein. Gleichzeitig nutzt Ji-woo die Gelegenheit, um mehr über den mysteriösen Tod ihres Vaters in Erfahrung zu bringen. Nach nur kurzer Zeit wird Ji-woo in die Drogenfahndungseinheit ihrer Dienststelle berufen und bekommt Detective Jeon Pil-do an ihre Seite gestellt. Während ihres Rachefeldzuges stößt Ji-woo auf schockierende Wahrheiten. Und die ganze Situation verkompliziert sich drastisch, als die Grenzen beider Doppelleben auf unerwartete Weise anfangen zu verwischen.

## Besetzung und Synchronisation
Die deutschsprachige Synchronisation entstand nach den Dialogbüchern von Andreas Böge und Ines Böge sowie unter der Dialogregie von Andreas Böge durch die Synchronfirma FFS Film- & Fernseh-Synchron in Berlin.
| Rolle                    | Schauspieler  | Synchronsprecher     |
| ------------------------ | ------------- | -------------------- |
| Yoon Ji-woo / Oh Hye-jin | Han So-hee    | Anna Amalie Blomeyer |
| Choi Mu-jin              | Park Hee-soon | Florian Halm         |
| Jeon Pil-do              | Ahn Bo-hyun   | Konrad Bösherz       |
| Cha Gi-ho                | Kim Sang-ho   | Hans Hohlbein        |
| Jung Tae-ju              | Lee Hak-joo   | Tim Knauer           |
| Yoon Dong-hoon           | Yoon Kyung-ho | Fritz Rott           |
| Do Gang-jae              | Chang Ryul    | Nic Romm             |
| Kim Cheol-ho             | Lee Suk       | Rainer Fritzsche     |
| Kang Su-yeon             | Baek Joo-hee  | Rubina Nath          |
| Ko Gun-pyeong            | Moon Sang-min | Julius Jellinek      |
| Polizeichef              | Seo Sang-won  | Wolfgang Wagner      |
| Mango                    | Lim Ki-hong   | Sven Gerhardt        |
| Park Chang-goo           | Kwon Hyuk-bum | Thomas Schmuckert    |

## Episodenliste
| Nr.                                                                          | Deutscher Titel | Originaltitel | Regie       | Drehbuch  |
| ---------------------------------------------------------------------------- | --------------- | ------------- | ----------- | --------- |
| 1                                                                            | Folge 1         | 1화           | Kim Jin-min | Kim Ba-da |
| 2                                                                            | Folge 2         | 2화           | Kim Jin-min | Kim Ba-da |
| 3                                                                            | Folge 3         | 3화           | Kim Jin-min | Kim Ba-da |
| 4                                                                            | Folge 4         | 4화           | Kim Jin-min | Kim Ba-da |
| 5                                                                            | Folge 5         | 5화           | Kim Jin-min | Kim Ba-da |
| 6                                                                            | Folge 6         | 6화           | Kim Jin-min | Kim Ba-da |
| 7                                                                            | Folge 7         | 7화           | Kim Jin-min | Kim Ba-da |
| 8                                                                            | Folge 8         | 8화           | Kim Jin-min | Kim Ba-da |
| Am 15. Oktober 2021 wurden alle Folgen der Serie bei Netflix veröffentlicht. |                 |               |             |           |